# Boston Whaler

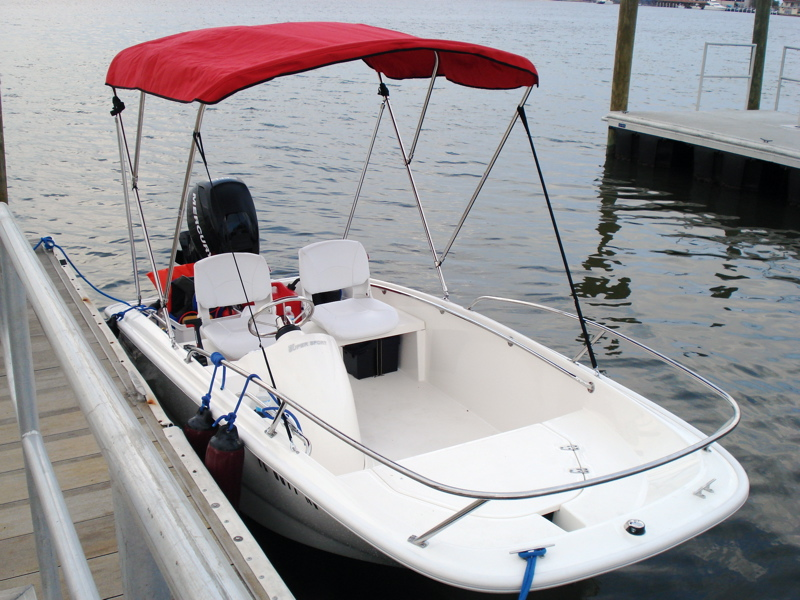
Boston Whaler 130 Super Sport

Boston Whaler ist eine US-amerikanische Motorbootmarke. Sie wird auch nur als Whaler bezeichnet. Normalerweise hat ein Whaler einen schaumgefüllten Fiberglas-Rumpf, einen Außenbordmotor und eine zentrale Steuerkonsole. Die Boote werden bei Boston Whaler, Inc. produziert.
Der originale Whaler hatte eine Länge von 13 Fuß, was etwa 4 Meter entspricht. Er wurde 1956 von Richard T. „Dick“ Fisher und C. Raymond Hunt produziert. Der Kern des Fiberglasrumpfes wurde mit dem damals neuen Polyurethan-Schaum gefüllt. Dieses Design wurde von anderen Werften übernommen. Im Gegensatz zu handelsüblichen Fiberglasbooten hatte diese Bauweise den Vorteil, dass das Material stabiler war. Dazu kam der Aspekt der Unsinkbarkeit durch die Schaumfüllung und die deutlich geringere Geräuschentwicklung.
Die meisten Boston Whaler-Boote wurden für Wassersportzwecke verkauft, z. B. Fischen, Wasserski oder als Beiboot für größere Jachten. Daneben waren aber die Küstenwache und andere Behörden weltweit Abnehmer dieser robusten Boote.
Obwohl dieser Bootstyp ursprünglich in Massachusetts produziert wurde, erfolgt die heutige Produktion in Edgewater, Florida. Nach mehreren Besitzerwechseln im Lauf der Zeit gehört Boston Whaler heute zur Brunswick Corporation in Lake Forest, Illinois, zu denen auch Mercury Marine gehört. Daher ist es naheliegend, dass die Boote heute standardmäßig mit Mercury-Außenbordmotoren vertrieben werden.
Die aktuelle Produktpalette umfasst sieben verschiedene Typen mit Längen zwischen 9 und 34 Fuß (2,7 bis 10,4 Meter) und verschiedenen Motorvarianten zwischen 3,75 kW (5 PS) und 560 kW (750 PS). Der Erfolg der Boote liegt nicht zuletzt in der Tatsache, dass sie als unsinkbar gelten. Im Life Magazine und in Werbekampagnen wurden immer wieder Boote mit Wasser gefüllt oder auch zersägt und schwammen weiter. Dick Fisher zersägte für Life den Rumpf eines Bootes quer und zog anschließend mit dem schwimmenden Heckteil das schwimmende Bugteil zurück in den Hafen.
Inzwischen ist es in den USA Pflicht, Boote unter 20 Fuß (6,1 Meter) Länge unsinkbar zu bauen.